# Anthohebella parasitica
Anthohebella parasitica is een hydroïdpoliep uit de familie Hebellidae. De poliep komt uit het geslacht Anthohebella. Anthohebella parasitica werd in 1880 voor het eerst wetenschappelijk beschreven door Ciamician. 